# Айртон (Айова)
Айртон (англ. Ireton) — місто (англ. city) в США, в окрузі Сіу штату Айова. Населення — 590 осіб (2020).

## Географія
Айртон розташований за координатами 42°58′30″ пн. ш. 96°19′18″ зх. д. / 42.97500° пн. ш. 96.32167° зх. д. (42.974898, -96.321749).  За даними Бюро перепису населення США в 2010 році місто мало площу 2,61 км², уся площа — суходіл.

## Демографія
Згідно з переписом 2010 року, у місті мешкало 609 осіб у 246 домогосподарствах у складі 174 родин. Густота населення становила 233 особи/км².  Було 256 помешкань (98/км²).
Расовий склад населення:
| - 97,9 % — білих - 0,2 % — чорних або афроамериканців - 1,8 % — осіб інших рас |

До двох чи більше рас належало 0,2 %. Частка іспаномовних становила 3,6 % від усіх жителів.
За віковим діапазоном населення розподілялося таким чином: 26,3 % — особи молодші 18 років, 56,6 % — особи у віці 18—64 років, 17,1 % — особи у віці 65 років та старші. Медіана віку мешканця становила 38,6 року. На 100 осіб жіночої статі у місті припадало 92,7 чоловіків;  на 100 жінок у віці від 18 років та старших — 92,7 чоловіків також старших 18 років.
Середній дохід на одне домашнє господарство  становив 68 079 доларів США (медіана — 48 000), а середній дохід на одну сім'ю — 83 670 доларів (медіана — 60 179). Медіана доходів становила 43 750 доларів для чоловіків та 30 000 доларів для жінок. За межею бідності перебувало 8,8 % осіб, у тому числі 9,2 % дітей у віці до 18 років та 5,1 % осіб у віці 65 років та старших.
Цивільне працевлаштоване населення становило 388 осіб. Основні галузі зайнятості: освіта, охорона здоров'я та соціальна допомога — 23,7 %, роздрібна торгівля — 18,0 %, сільське господарство, лісництво, риболовля — 14,2 %, виробництво — 13,1 %.